# Joaquim Pedro de Oliveira Martins

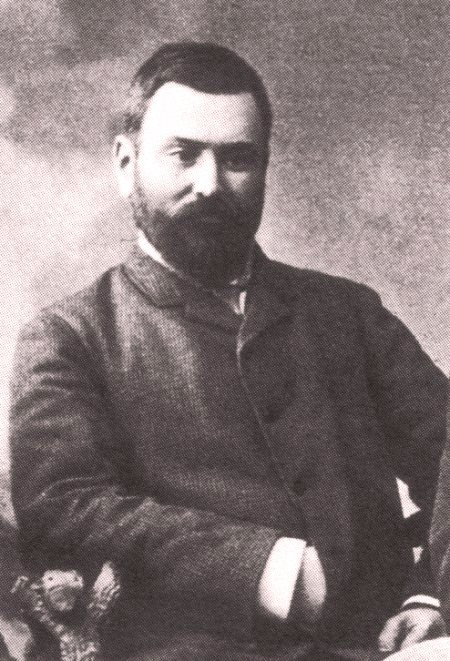
Oliveira Martins

Joaquim Pedro de Oliveira Martins, noto anche con lo pseudonimo di Oliveira Martins (Lisbona, 30 aprile 1845 – Lisbona, 24 agosto 1894), è stato un politico, storico e filosofo portoghese, figura chiave della storiografia portoghese contemporanea e, assieme ad Antero de Quental, della cosiddetta «Generazione del 70». Nel 1892, occupò l'incarico di Ministro delle Finanze del governo portoghese.

## Biografia
Nato a Lisbona nel 1845, Oliveira Martins rimase presto orfano di padre e ciò gli impedì di completare gli studi, portandolo a dedicarsi all'attività commerciale a partire dal 1858. In seguito, a partire dagli anni 1870, fu incaricato di ruoli di amministrazioni in contesti industriali, in Andalusia e a Porto. 
Ricoprì, nella sua vita, ruoli di presidenza in società, compagnie e musei, collaborando con importanti istituzioni culturali e scientifiche come l'Accademia delle Scienze di Lisbona. Sia a Porto, sia a Lisbona dove tornò in seguito a vivere, Oliveira Martins prese parte come redattore a varie pubblicazioni periodiche. 
Nella sua carriera politica, si candidò e venne eletto varie volte come deputato, con vari partiti (Socialista e Repubblicano, tra gli altri), attraversando fasi diverse e contraddittorie del suo pensiero e della sua militanza politica. Fu Ministro delle Finanze per un breve periodo (circa quattro mesi) nel governo di José Dias Ferreira, durante il regno di Carlo I. 
Grande amico di Antero de Quental, condivise con questi gli ideali socialisti nel contesto del gruppo di giovani intellettuali della «Generazione del 70». Durante la profonda e complessa crisi istituzionale e politica del Portogallo negli ultimi decenni dell'Ottocento, Oliveira Martins fondò il gruppo dei «Vinti dalla Vita» (Vencidos da Vida), che riuniva alcuni intellettuali al fine di dibattere circa la situazione in cui versava il Paese. Sposato dal 1865, Oliveira Martins morì nel 1894 a Lisbona, senza lasciare discendenza.

## Opere
Autore eclettico, spazia dalla storia alla politica, alla sociologia, all'antropologia, senza precludersi incursioni letterarie nel romanzo storico, nella drammaturgia, nella critica letteraria e artistica. La sua opera è molto vasta e inizia nel 1867 col romanzo storico Febo Moniz, ispirato al romanticismo di Alexandre Herculano e dedicato alla figura di Febo Moniz de Lusignan, uomo politico e cortigiano vissuto nel XVI secolo, ai tempi del re Don Sebastiano. Le sue opere più rilevanti e influenti nella cultura portoghese sono tuttavia i saggi e gli studi storici e politici pubblicati tra fine anni 1870 e metà anni 1880, dove emerge la sua filosofia della storia, in particulare in História da Civilização Ibérica e HIstória de Portugal, entrambe del 1879. Da segnalare anche O Brasil e as Colónias Portuguesas (1880), Portugal Contemporâneo (1881), História da República Romana (1885) e Os Filhos de D. João I (1891). Oliveira Martins è stato inoltre autore di scritti pubblicati su molti periodici e riviste portoghesi, alcune di stampo militante socialista.

### Elenco
- Febo Moniz (1867)
- A Teoria do Socialismo. Evolução Política e Económica das Sociedades da Europa (1872)
- História da Civilização Ibérica (1879)
- História de Portugal (1879)
- Elementos de Antropologia (1880)
- Portugal Contemporâneo (1881)
- História da República Romana (1885)
- Portugal nos mares. Ensaios de critica, historia e geographia (1889)
- Os Filhos de D. João I (1891)